# Ortodoxism (curent literar)
Ortodoxismul reprezintă o mișcare artistică, doctrină literară și ideologică românească din perioada interbelică, promovată și de tradiționalismul, la modul general, dar mai ale de cel românesc, fiind, totodată, inspirată și colaborând cu de alte mișcări artistice, doctrine literare și ideologii românești.
Se manifestă prin înclinația spre cultivarea în mod artistic a temelor și motivelor religioase ortodoxe, în spiritul tradiților autohtone.
Inspirat, prin altele și de Revista Gândirea, unde ortodoxiștii curentului artistic au găsit înțelegere și sprijin, având în Nichifor Crainic, lider al gândirismului, un puternic sprijin, alte voci semnificative ale ortodoxismului ideatic, teologic și bisericesc, printre care Bartolomeu Anania, Radu Dragnea și Pamfil Șeicaru sunt cei mai importanți, au devenit colaboratori ai mișcării gândiriste și al Revistei omonime.